# ونسان سیرو
ونسان سیرو (فرانسوی: Vincent Sierro‎؛ زادهٔ ۸ اکتبر ۱۹۹۵) بازیکن فوتبال اهل سوئیس است.
از باشگاه‌هایی که در آن بازی کرده است می‌توان به باشگاه فوتبال سنت گالن، باشگاه ورزشی یانگ بویز، باشگاه فوتبال سیون، باشگاه فوتبال تولوز، و باشگاه ورزشی فرایبورگ اشاره کرد.
وی همچنین در تیم‌های ملی فوتبال زیر ۲۰ سال سوئیس و سوئیس بازی کرده است.